# Karel IX. Francoski
Karel IX. Francoski, francoski kralj od 1560 do smrti, * 27. junij 1550, Saint-Germain-en-Laye, † 30. maj 1574, Vincennes.
Vladavino kralja Karla IX. so močno zaznamovale verske vojne in pokol hugenotov na šentjernejsko noč leta 1572.

### Otroštvo
Karel Maksimiljan je bil rojen na kraljevem dvoru Château de Saint-Germain-en-Laye kot tretji sin kralja Henrika II. in Katarine Medici. Po bratu Ludviku III., ki je umrl leto pred tem, je podedoval naslov vojvoda Orleanskega. 5. decembra 1560 je na prestolu Francije v starosti desetih let nasledil svojega brata Franca II., sprva pod regentstvom svoje matere in pod vodstvom Navarskega kralja Antona Burbona, vojvoda Vendômskega (1519-1562). 

### Verske vojne
Vladavino Karla IX. so zaznamovale verske vojne, ki so razklale narod med seboj. Protestantski hugenoti so imeli svoje pripadnike med plemstvom, medtem ko je njihove sovražnike, kasneje organizirane v katoliški ligi, vodila Hiša Guiških. Regentka Katarina, sicer katoličanka, je poskušala ubrati srednji tok med obema frakcijama s poskusom ohranitve miru in širitve kraljevske oblasti. Z amboiškim ediktom, podpisanim 19. maja 1563 na gradu Château d'Amboise se je končala prva od več verskih vojn.
Po uspešni ponovni osvojitvi Le Havra iz rok Angležev je Karel IX. avgusta 1563 formalno razglasil konec regentstva, kljub temu je imela Katarina Medici še vedno glavno vlogo v politiki in velik vpliv nanj. Marca naslednjega leta sta se odpravila na pot po kraljestvu, ki je trajala dve leti. V tem času je Karel IX. izdal Roussillonski edikt, s katerim je 1. januar razglasil za prvi dan v letu po vsej Franciji.
Vojna je ponovno izbuhnila v letu 1567 po poročilih ikonoklazma v Flandriji, kjer je Karel podprl katolike. Hugenoti so v strahu pred katoliškim napadom nanje poskušali pri Meauxu ugrabiti kralja, dan kasneje pa izvedli pokol nad katoliškimi duhovniki v Nîmesu. Po bitki za Saint-Denis 10. novembra, ki je videla tako poraz hugenotov kot smrt kraljevega glavnega poveljnika de Montmorencyja, se je 23. marca 1568 s podpisom longjumeauskega miru končala druga verska vojna. Z okrnjenjem privilegijev hugenotov je sledil preklic in nadaljevanje vojne, v kateri so Nizozemska republika, Anglija in Navara posredovale na strani protestantov, medtem ko so Španija, Toskana in papež podprli katoličane. Na koncu je kraljevi dolg in njegova želja poiskati mirno rešitev avgusta 1570 privedla s saintgermainskim mirom do še enega premirja, ki je ponovno uvedel koncesije za hugenote.
26. novembra 1570 se je Karel IX. poročil z avstrijsko nadvojvodinjo Elizabeto Habsburško, s katero je imel hčer Marijo Elizabeto Valoijsko (1572-1578). Leta 1573 je s svojo ljubico Marie Touchet dobil nezakonskega sina Karla Valoijskega, vojvodo Angoulêmskega.
Po miru iz Saint-Germaina je kralj postopno padel pod vpliv admirala Gasparda de Colignyja, ki je v času vojne po bitki pri Jarnacu in usmrtitvi princa Condéja postal vodja hugenotov. Kraljico mati je postalo strah nepreverjene moči Colignyja zlasti zaradi njegovega zavezništva z Anglijo in Nizozemsko. Prav tako je Colignyja sovražil Henrik I., vojvoda Guiški, ki je obtožil admirala, da je odredil usmrtiti njegovega očeta Franca Guiškega med obleganjem Orléansa leta 1562.
V času mirovnega sporazuma je bila dogovorjena poroka med Karlovo sestro Margareto Valoijsko (1553-1615) in Henrikom Navarskim, prestolonaslednikom navarskega kralja in enim vodilnih hugenotov. Številno hugenotsko plemstvo vključno z admiralom Colignyjem se je zbralo v Parizu za poroko, ki je bila določena za 18. avgust 1572. 22. avgusta je propadel poskus umora Colignyja, kar je Pariz spravilo v stanje strahu, ko so se tako hugenoti kot katoličani bali napada svojega nasprotnika. V tej situaciji je v zgodnjih jutranjih urah 24. avgusta 1572 odšel vojvod Guiški, da bi maščeval svojega očeta, h Colignyju in ga ubil. Iznakaženo truplo je Parižane spodbodlo do te mere, da se je smrt Colignyja sprevrgla v pokol hugenotov, ki je trajal še pet dni. Henrik Navarski se je uspel izogniti smrti s spreobrnitvijo v katoliško vero.
Čeprav je pokol resno oslabil moč hugenotov, je ponovno podžgal vojno, ki se je končala z Ediktom v Bulonjskem gozdu julija 1573, ki je podelil hugenotom amnestijo in omejeno versko svobodo. Kljub temu so hugenoti leto kasneje izvedli sicer neuspeli udar v Sant-Germainu, uspešne pa so bile vstaje v Normandiji, Poitouju in dolini Rone, kar je vodilo k še eni verski vojni.

### Propad in smrt
Kralju je kot priči grozot pokola, ki ga ni niti odobril niti napovedal, njegova krhka duševna in telesna konstitucija občutno oslabila. Njegovo razpoloženje se je menjavalo od skrajnegs hvaljenja pokola do vzklikov o krikih umorjenih hugenotov, ki mu še vedno zvonijo v ušesih. Besen je pri vsem tem izmenoma obtoževal enkrat sebe, drugič kraljico mater. Slednja se je na to odzvala z razglasitvijo, da ima sina za norca.
Njegovo zdravstveno stanje se je s tuberkolozo do spomladi 1574 močno poslabšalo. Na svoj zadnji dan 30. maja je k sebi poklical Henrika Navarskega, ga objel in se od njega poslovil s prošnjo, naj poskrbi za njegovo ženo in hčer.
Karel IX. je umrl 30. maja 1574 na gradu Château de Vincennes. Ker je bil njegov mlajši brat Henrik, vojvod Anžujski, nedavno izvoljen za poljskega kralja, odsoten, je njuna mati Katarina ponovno prevzela regentstvo vse do Henrikove vrnitve v Francijo.